# Маунтин-Вью (Гавайи)
Маунтин-Вью (англ. Mountain View) — статистически обособленная местность, расположенная в округе Гавайи (штат Гавайи, США) с населением в 2799 человек по статистическим данным переписи 2000 года.

## География
По данным Бюро переписи населения США статистически обособленная местность Маунтин-Вью имеет общую площадь в 146,59 квадратных километров, водных ресурсов в черте населённого пункта не имеется.
Статистически обособленная местность Маунтин-Вью расположена на высоте 437 метров над уровнем моря.

## Демография
По данным переписи населения 2000 года в Маунтин-Вью проживало 2799 человек, 703 семьи, насчитывалось 959 домашних хозяйств и 1110 жилых домов. Средняя плотность населения составляла около 19,1 человек на один квадратный километр. Расовый состав Маунтин-Вью по данным переписи распределился следующим образом: 25,83 % белых, 0,46 % — чёрных или афроамериканцев, 0,82 % — коренных американцев, 22,08 % — азиатов, 36,80 % — представителей смешанных рас.
Испаноговорящие составили 16,08 % от всех жителей статистически обособленной местности.
Из 959 домашних хозяйств в 39,7 % — воспитывали детей в возрасте до 18 лет, 52,3 % представляли собой совместно проживающие супружеские пары, в 15,2 % семей женщины проживали без мужей, 26,6 % не имели семей. 20,9 % от общего числа семей на момент переписи жили самостоятельно, при этом 7,0 % составили одинокие пожилые люди в возрасте 65 лет и старше. Средний размер домашнего хозяйства составил 2,92 человек, а средний размер семьи — 3,39 человек.
Население статистически обособленной местности по возрастному диапазону по данным переписи 2000 года распределилось следующим образом: 32,2 % — жители младше 18 лет, 7,3 % — между 18 и 24 годами, 27,8 % — от 25 до 44 лет, 21,9 % — от 45 до 64 лет и 10,8 % — в возрасте 65 лет и старше. Средний возраст жителей составил 35 лет. На каждые 100 женщин в Маунтин-Вью приходилось 100,2 мужчин, при этом на каждые сто женщин 18 лет и старше приходилось 97,1 мужчин также старше 18 лет.

## Экономика
Средний доход на одно домашнее хозяйство в статистически обособленной местности составил 26 860 долларов США, а средний доход на одну семью — 33 750 долларов. При этом мужчины имели средний доход в 24 250 долларов США в год против 22 135 долларов среднегодового дохода у женщин. Доход на душу населения в статистически обособленной местности составил 13 229 долларов в год. 23,6 % от всего числа семей в округе и 30,3 % от всей численности населения находилось на момент переписи населения за чертой бедности, при этом 45,7 % из них были моложе 18 лет и 5,0 % — в возрасте 65 лет и старше.